# گورستان گورگبر
قبرستان گورگبر مربوط به سدهٔ ۷ و ۸ ه.ق است و در شهرستان درگز، روستای خیرآباد واقع شده و این اثر در تاریخ ۱۰ دی ۱۳۸۱ با شمارهٔ ثبت ۶۷۱۹ به‌عنوان یکی از آثار ملی ایران به ثبت رسیده است.